# Nikos Filaktos
Nikos Filaktos (født 13. september 1950 i Wroclaw, død 27. marts 2025) var en græsk/polsk komponist, professor, lærer, arrangør, klarinettist, pianist og dirigent. 
Filaktos der var af græsk afstamning, studerede klarinet og klaver på musikhøjskolen i Zgozelets, og spillede klarinet i det lokale symfoniorkester, inden han slog over i kompositionsstudier og dirigentstudier på Higher State Music School i Poznań (1972-1977). Han skabte her koret "Madrigalists", som fortolkede renæssanceværker som han også dirigerede. Han skrev en symfoni, orkesterværker, kammermusik, en klaverkoncert, sceneværker, en strygekvartet, korværker, sange etc.
Filaktos komponerede i seriel stil, og hans musik spilles af symfoniorkestre i hele Europa. Han boede fra 1978 i Grækenland.

## Udvalgte værker
- Symfoni (1976) - for orkester
- Klaverkoncert (1975) - for klaver og orkester
- Lille Musik (1973) - for slagtøj
- Tilfældige Sketcher (1974) - for orkester
- Thema og Variation (1972-1973) - for orkester
- Græske øer (vokal Kantate) (1976-1977) - for fortæller, vokalkvartet og stort blandet kor